# Vlajka Tatarstánu

Vlajka Tatarstánu
Poměr stran: 1:2

Vlajka Tatarstánu, jedné z autonomních republik Ruské federace, je tvořena listem o poměru stran 1:2 se třemi vodorovnými pruhy, zeleným, bílým a červeným o poměru šířek 7:1:7.
Neoficiální výklad symboliky státní vlajky tvrdí, že horní zelený pruh reprezentuje Tatary, potažmo muslimské obyvatelstvo, zatímco spodní červený pruh symbolizuje Rusy, respektive křesťany. Proužek bílé barvy symbolizuje mír a přátelství mezi oběma etniky.[zdroj?]

## Historie
Tatarstán by od 27. května 1920 součástí Sovětského svazu, resp. Ruské SFSR jako Tatarská ASSR. Ta od roku 1926 užívala vlastní vlajku.

Vlajka Tatarské ASSR (1926—1937) Poměr stran: 1:2
Vlajka Tatarské ASSR (1937—1939) Poměr stran: 1:2
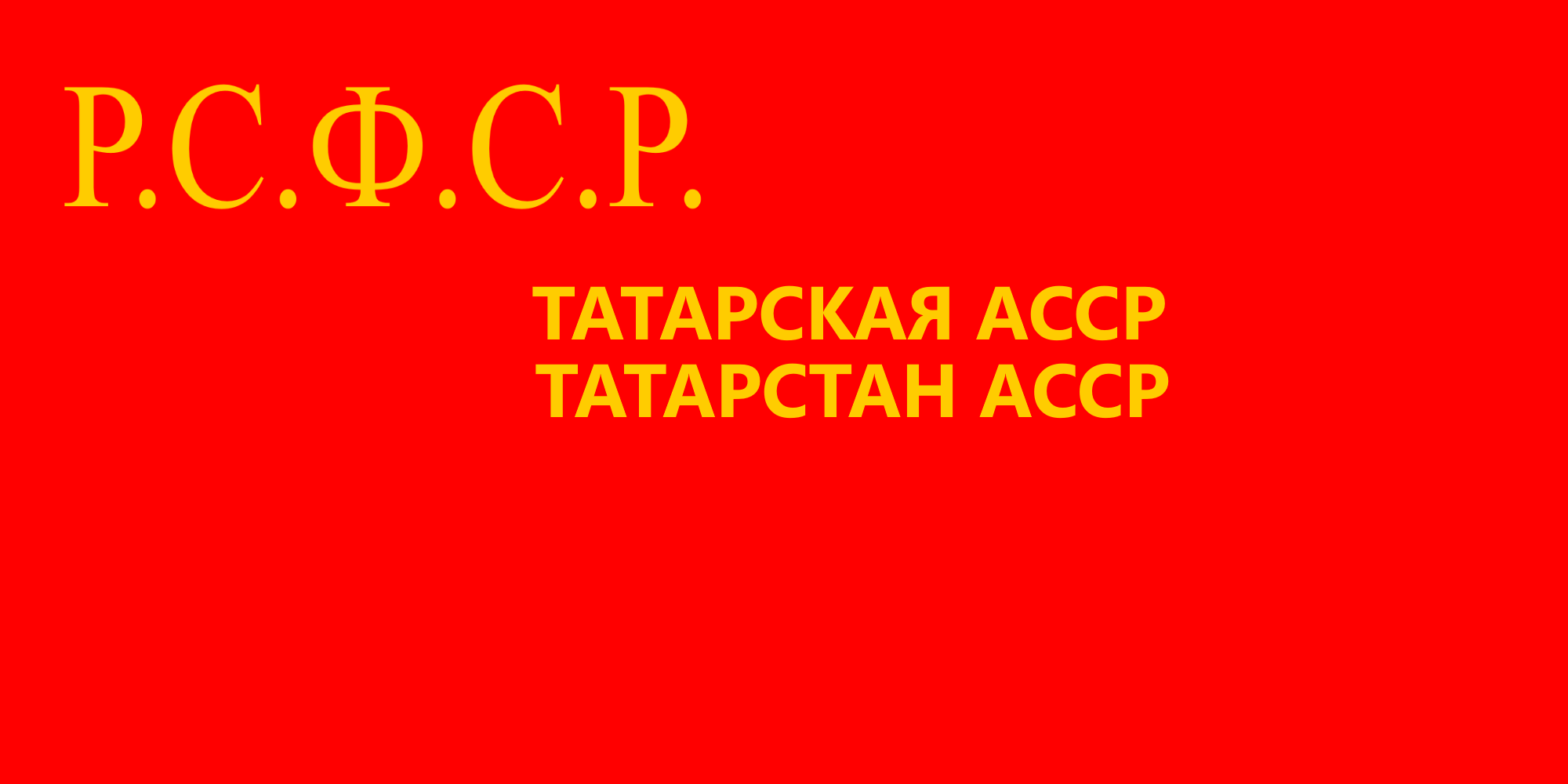
Vlajka Tatarské ASSR (1939—1954) Poměr stran: 1:2
Vlajka Tatarské ASSR (1954—1978) Poměr stran: 1:2
Vlajka Tatarské ASSR (1978—1990) Poměr stran: 1:2

Při procesu Rozpadu Sovětského svazu byla 30. srpna 1990 vyhlášena svrchovanost Tatarské SSR (již ne autonomní). Vlajkou se (dle informací z té doby) stala vlajka podobná pákistánské vlajce, žerďový pruh byl však červený. (není obrázek, zřejmě pouze návrh)
Další informace hovořila o vlajce, navržené malířem T. Chazischmetevem (s listem o poměru stran 1:2) přijaté v polovině srpna 1991, tvořené červeným listem se dvěma svislými, žerďovými pruhy, modrým a bílým. Poměr šířek pruhů byl 6:1:17. Na modrém pruhy byla v horním rohu umístěna červená, pěticípá hvězda a pod ní bílý půlměsíc s cípy, směřující vzhůru. Jednalo se však, pouze o návrh.

Návrh vlajky Tatarstánu (1991) Poměr stran: 1:2

Vlajka Tatarstánu byla přijata 29. listopadu 1991, společně s nařízením o vlajce.
7. února 1992 byl název subjektu změněn na Republika Tatarstán.

## Vlajka tatarstánského prezidenta

Vlajka tatarstánského prezidenta Poměr stran: 1:1

## Vlajka krymských Tatarů

Vlajka krymských Tatarů
Poměr stran: 2:3

Na Krymu, který je po anexi poloostrova, jednou z (mezinárodně neuznaných) autonomních republik Ruské federace – Republikou Krym, ale zároveň Autonomní republikou Krym, kterou si nárokuje Ukrajina, žije početná skupina tzv. Krymských Tatarů, kteří užívají vlastní etnickou vlajkou.

## Vlajky okruhů a rajónů Tatarstánu

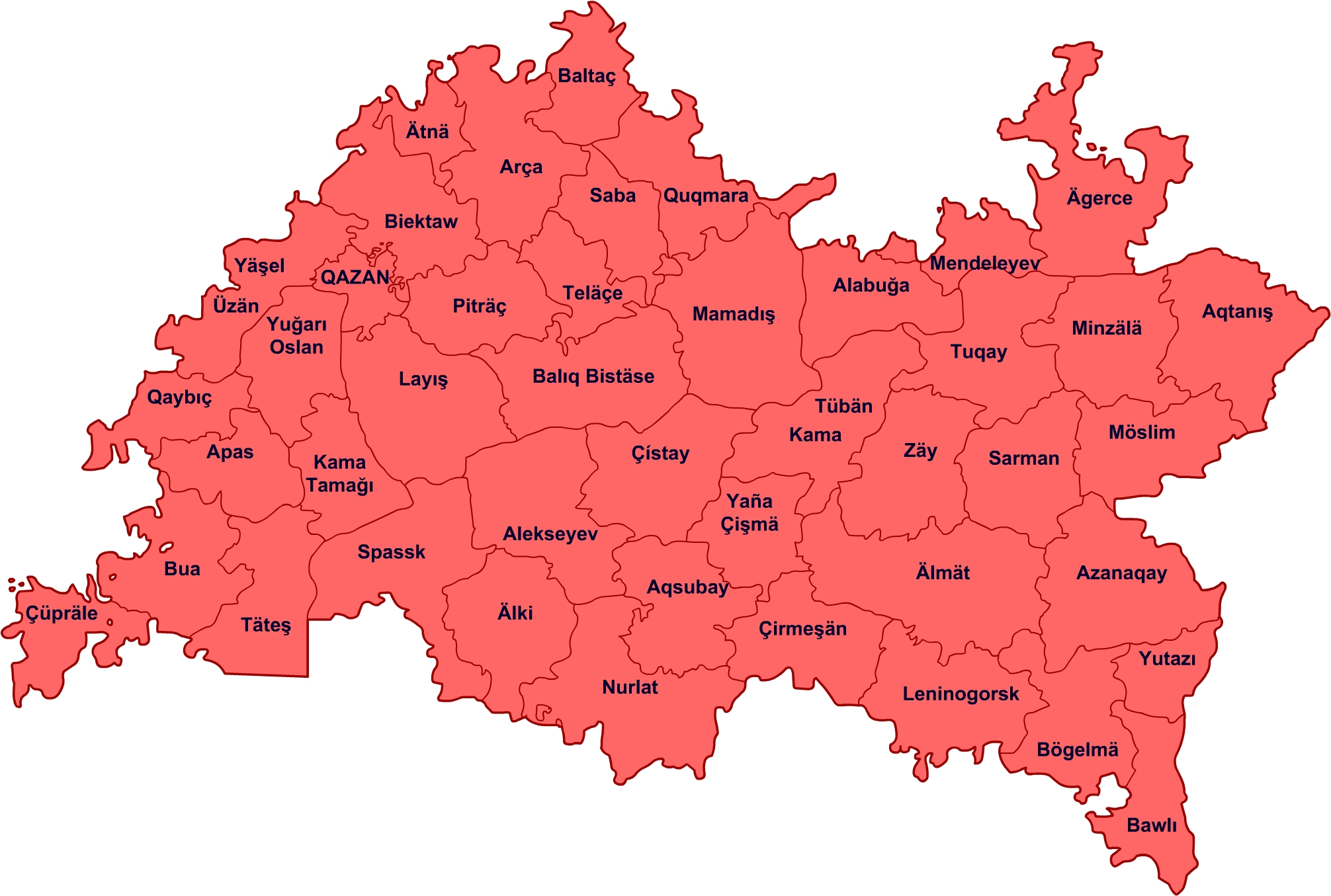
Rajóny Tatarstánu

Tatarstán se člení na 2 městské okruhy a 43 rajónů.
Městské okruhy

Kazaň Poměr stran 2:3
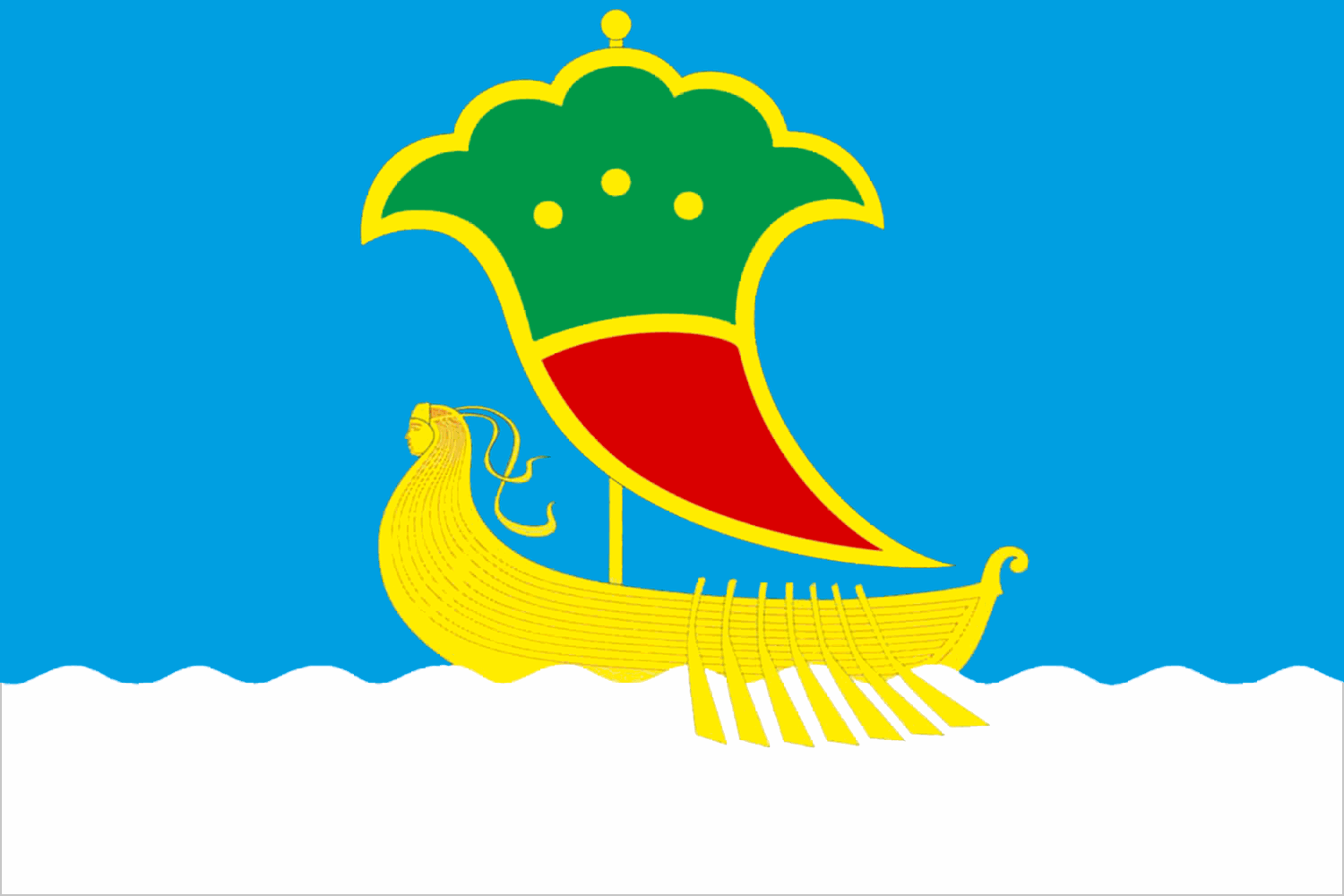
Naberežnyje Čelny Poměr stran 2:3

Rajóny

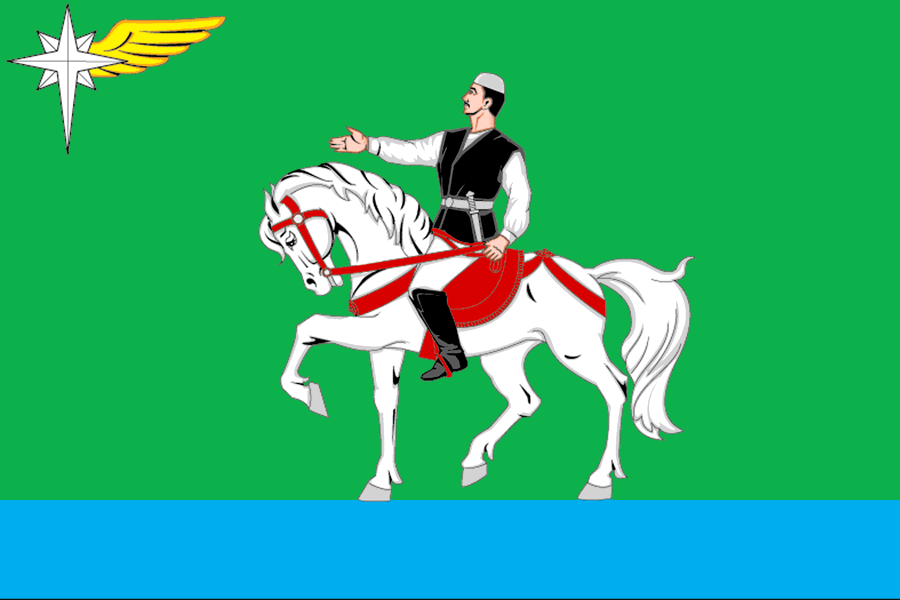
Agryzský rajón Poměr stran 2:3
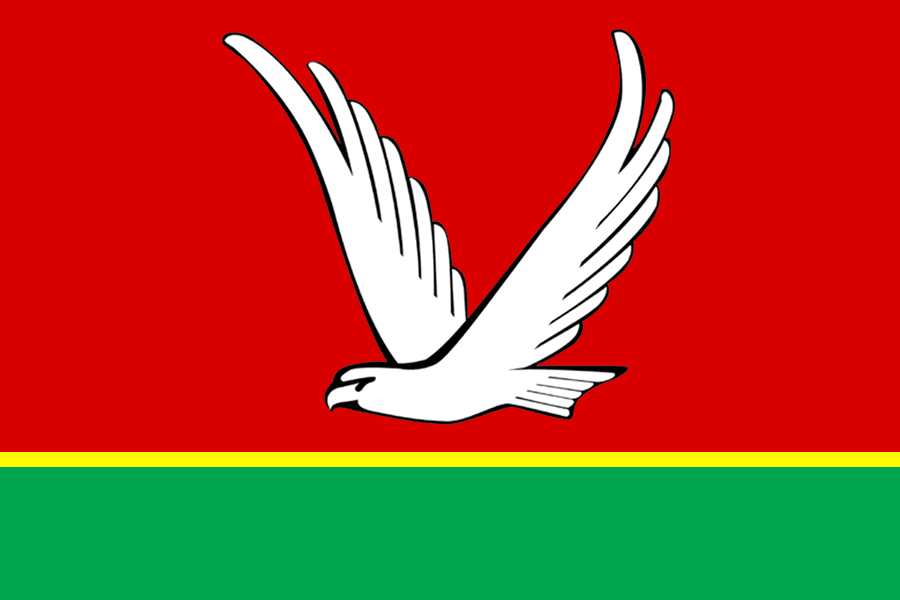
Aznakajevský rajón Poměr stran 2:3
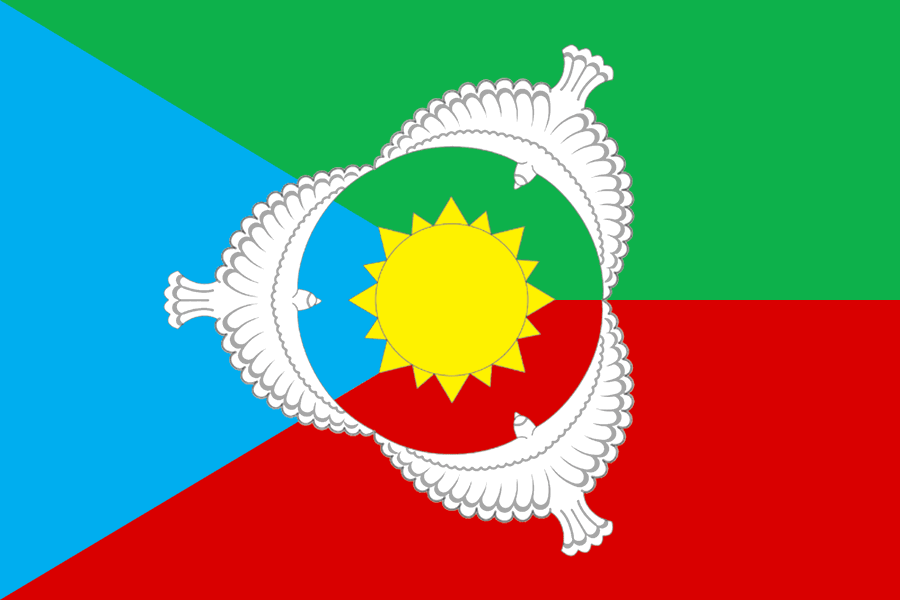
Aksubajevský rajón Poměr stran 2:3
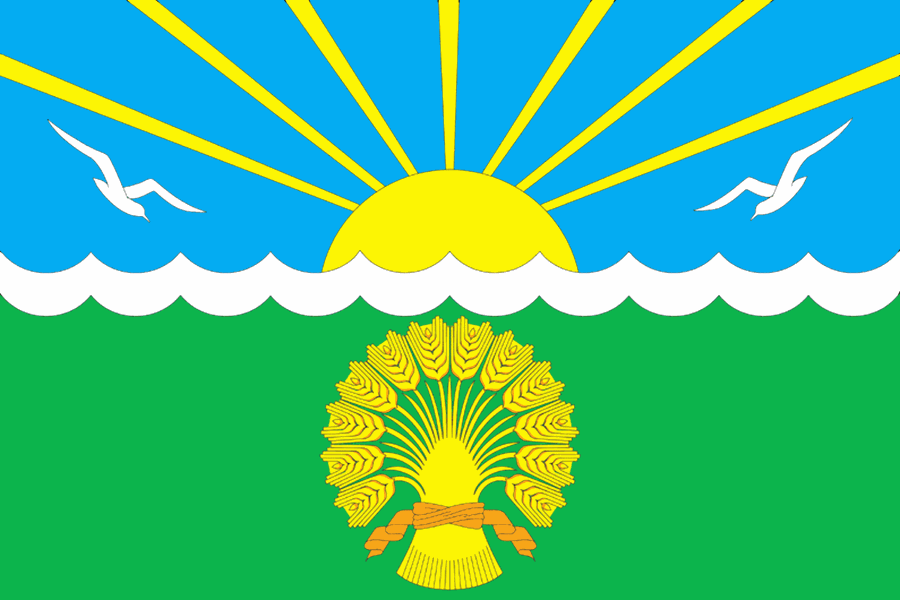
Aktanyšský rajón Poměr stran 2:3
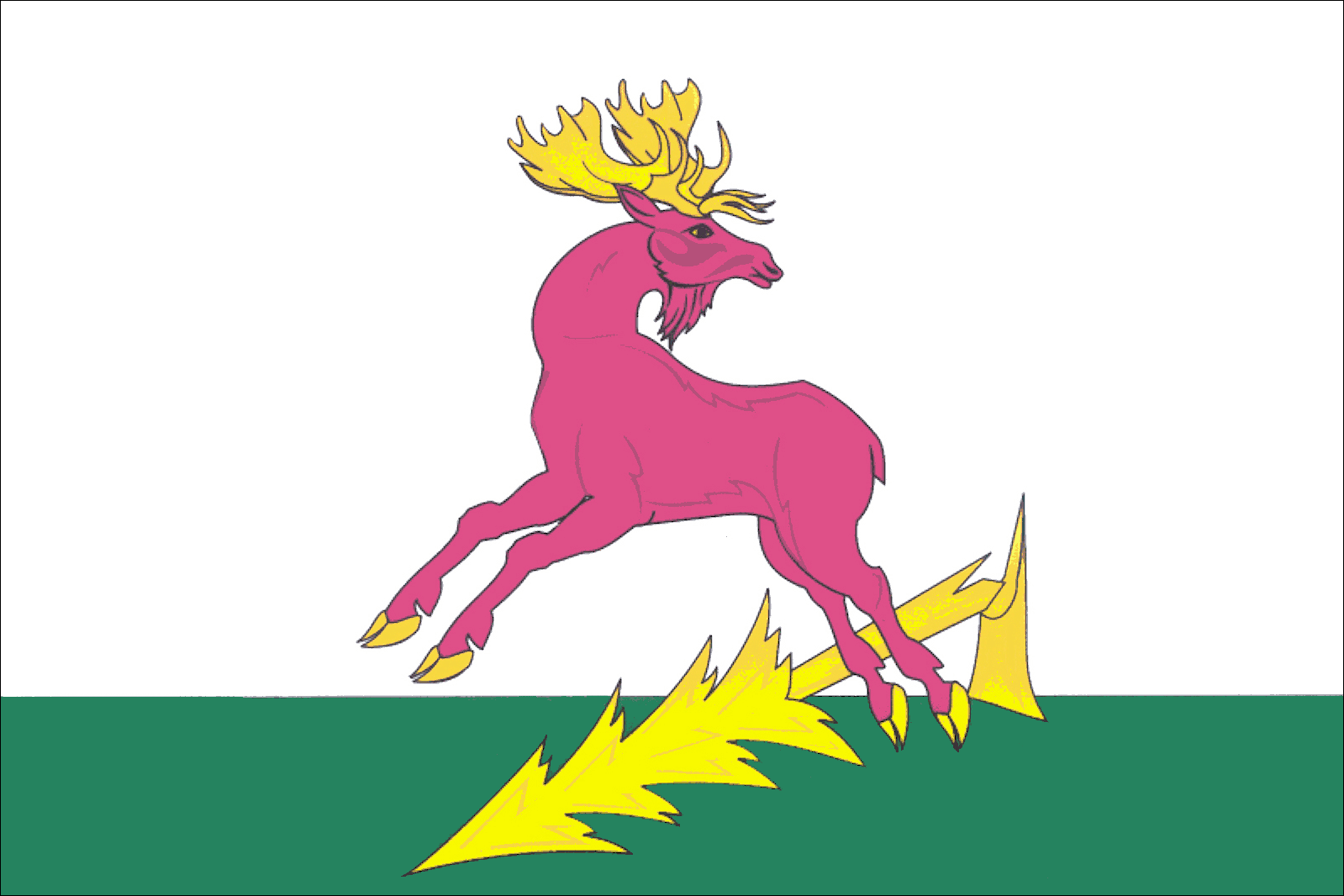
Alexejevský rajón Poměr stran 2:3
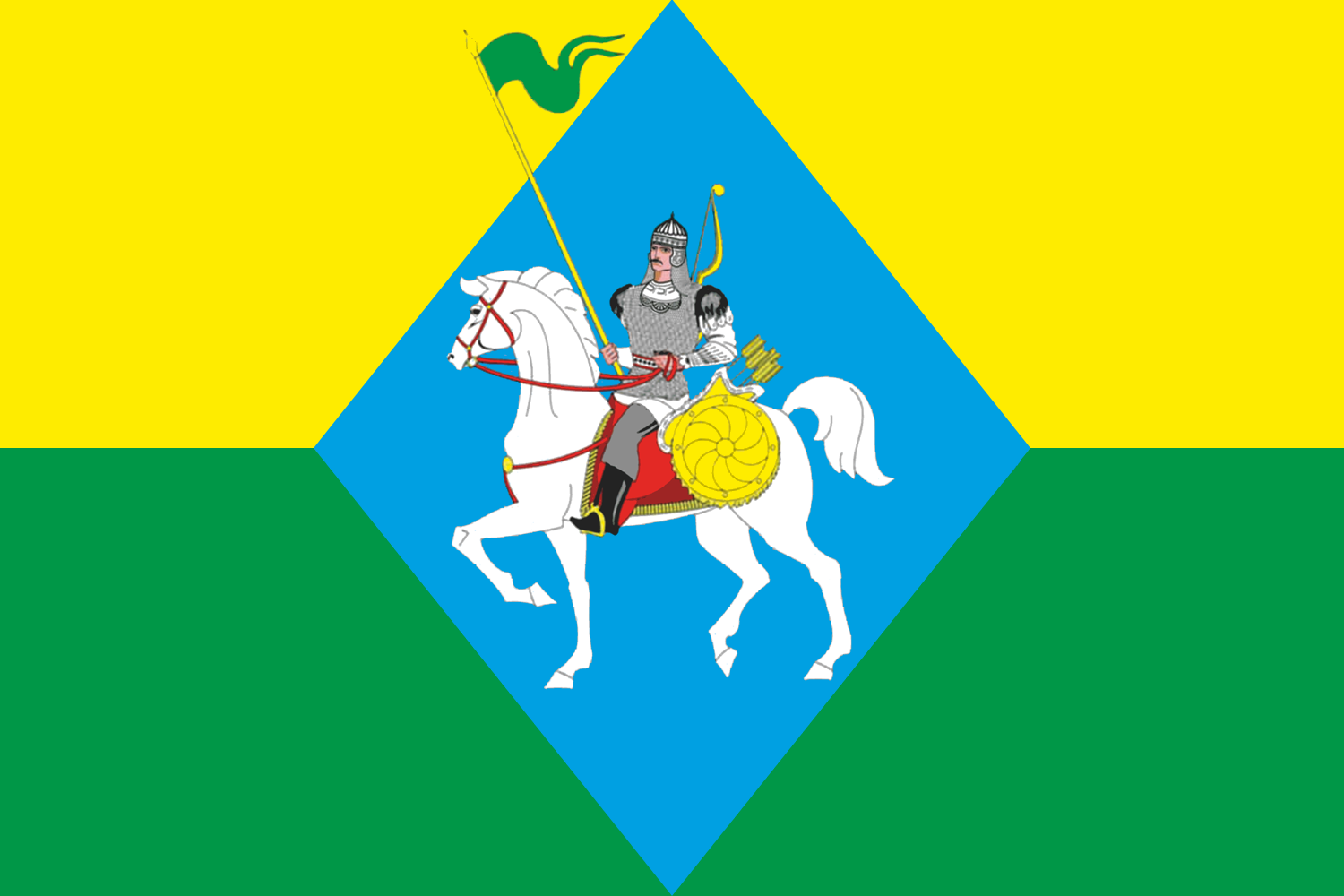
Alkejevský rajón Poměr stran 2:3
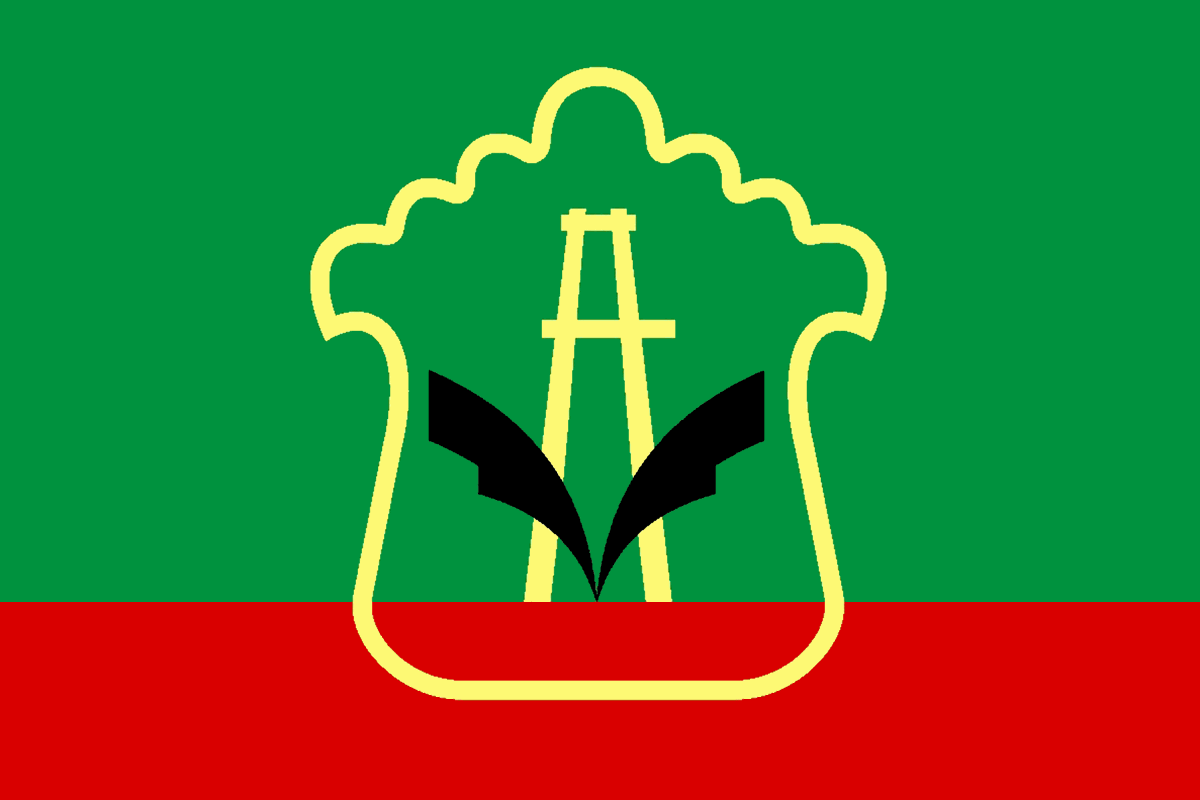
Almeťjevský rajón Poměr stran 2:3
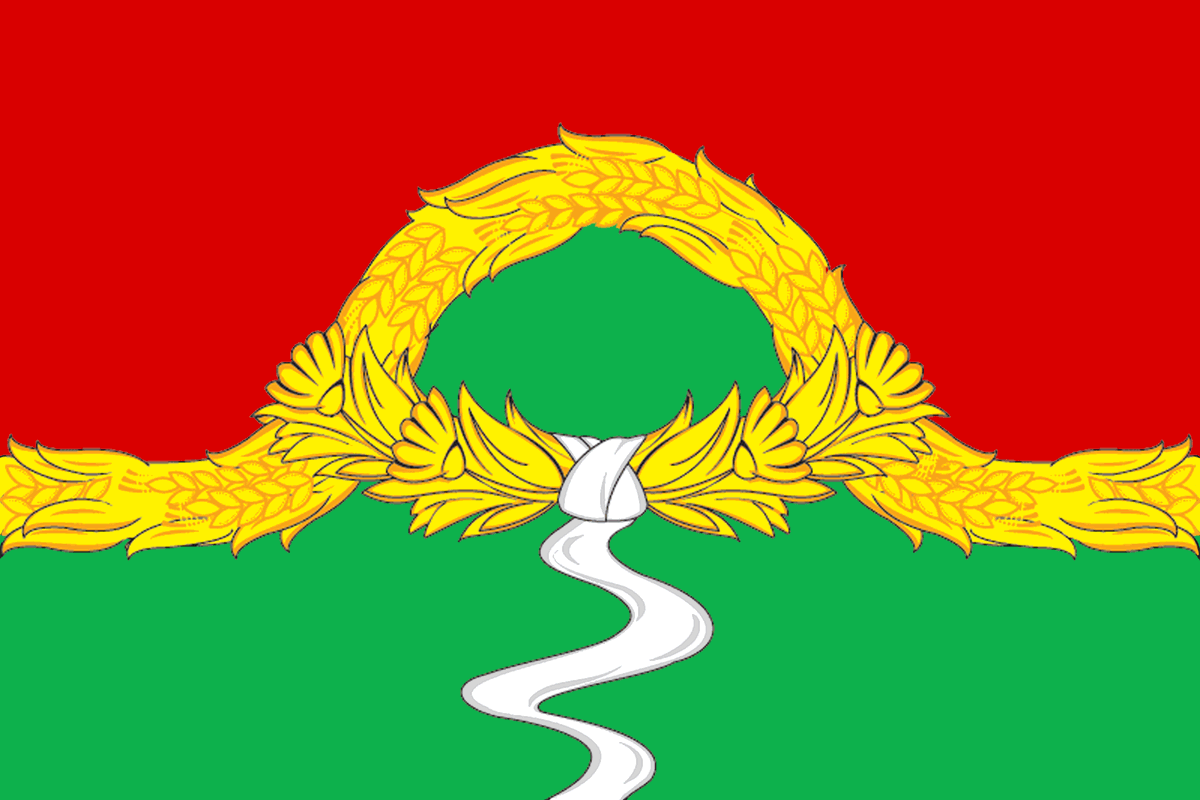
Apastovský rajón Poměr stran 2:3
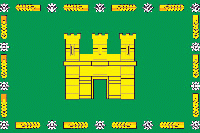
Arský rajón Poměr stran 2:3
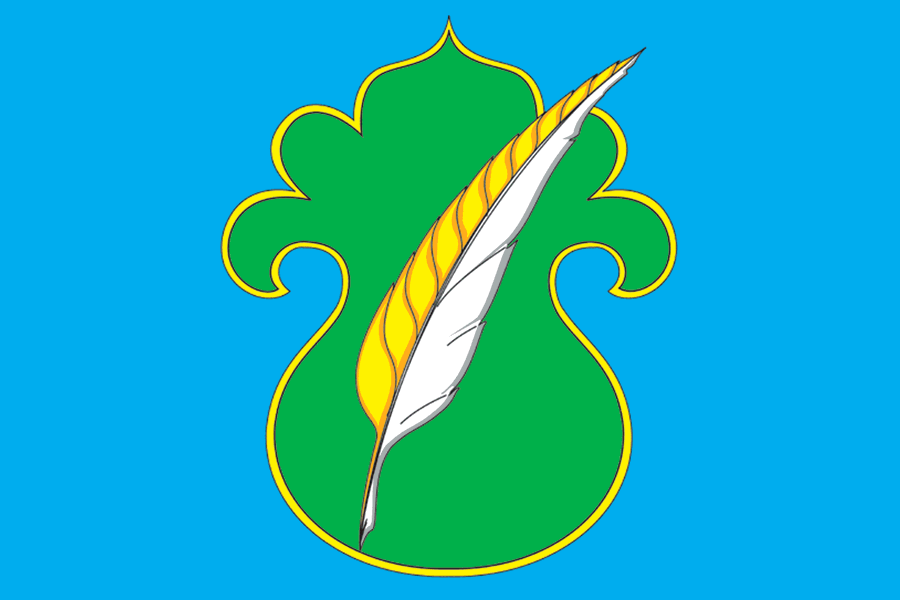
Atninský rajón Poměr stran 2:3
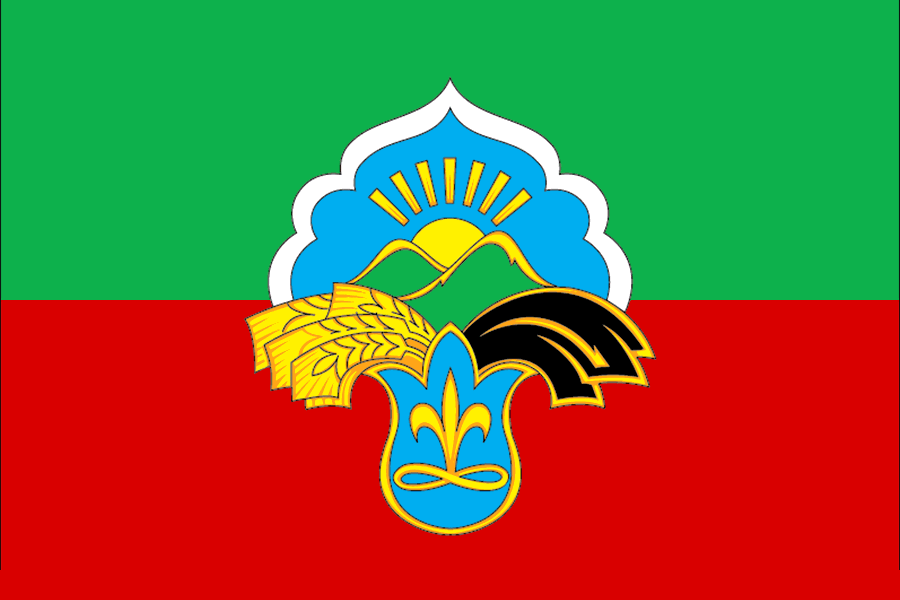
Bavlinský rajón Poměr stran 2:3
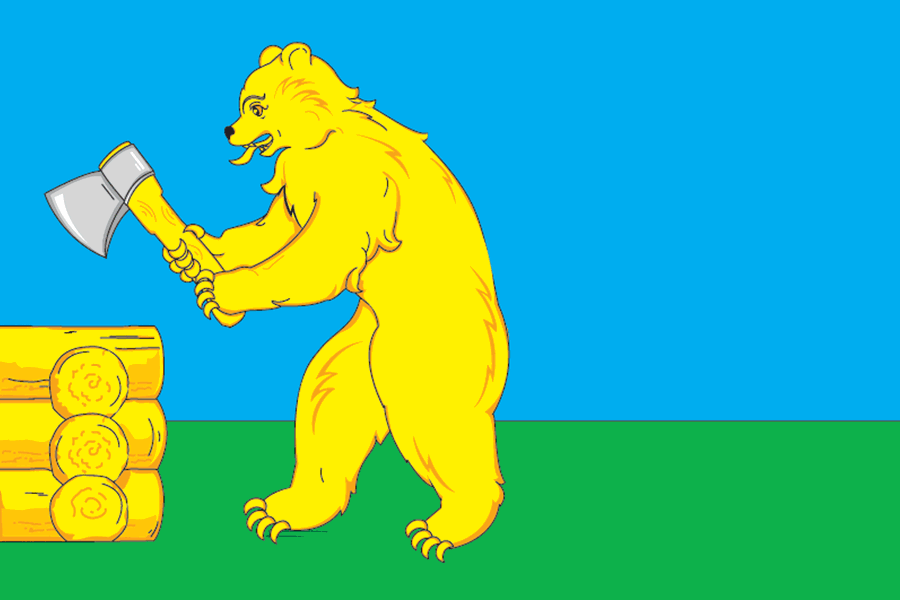
Baltasinský rajón Poměr stran 2:3
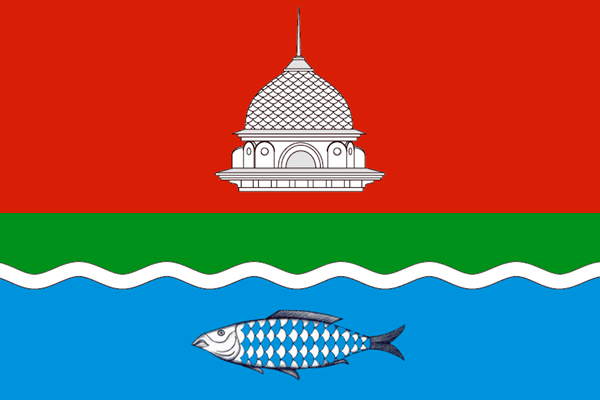
Bugulminský rajón Poměr stran 2:3
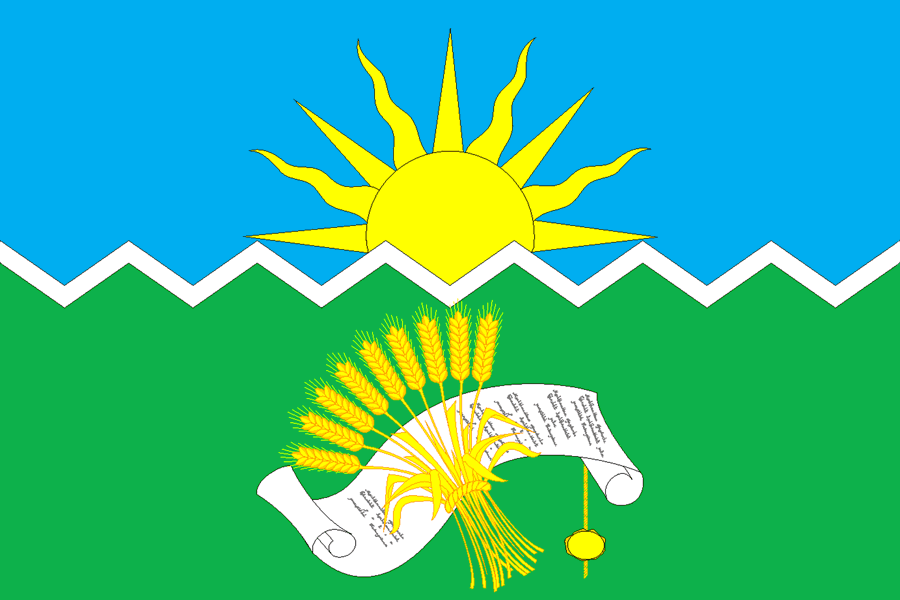
Buinský rajón Poměr stran 2:3
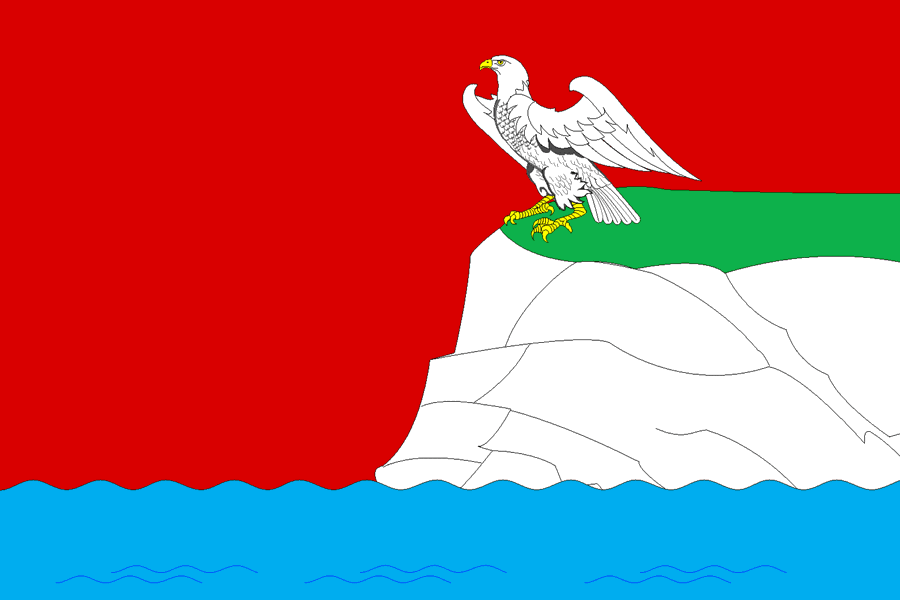
Verchněuslonský rajón Poměr stran 2:3
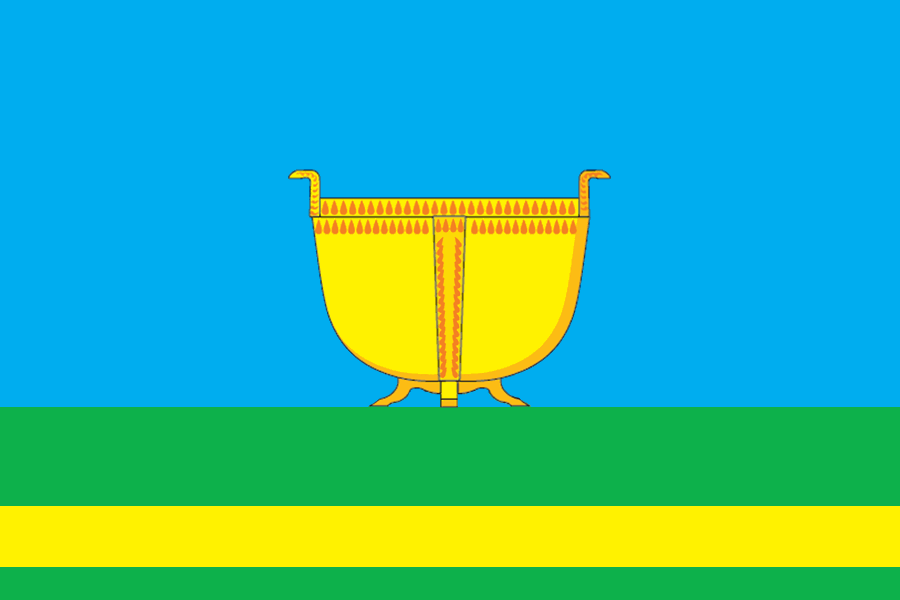
Vysokogorský rajón Poměr stran 2:3
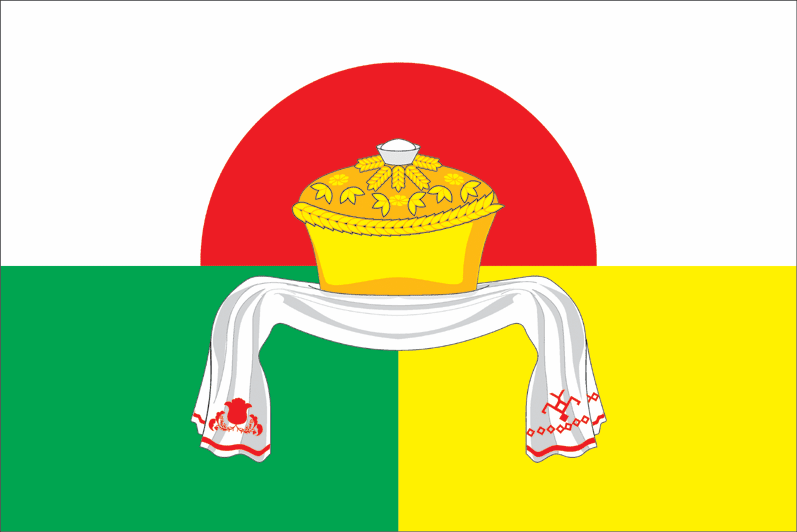
Drožžanovský rajón Poměr stran 2:3
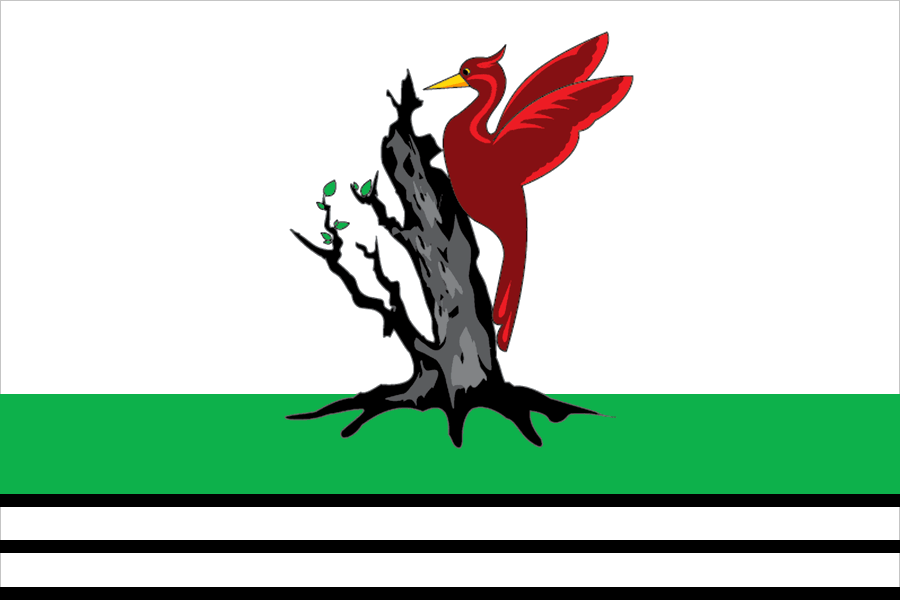
Jelabužský rajón Poměr stran 2:3
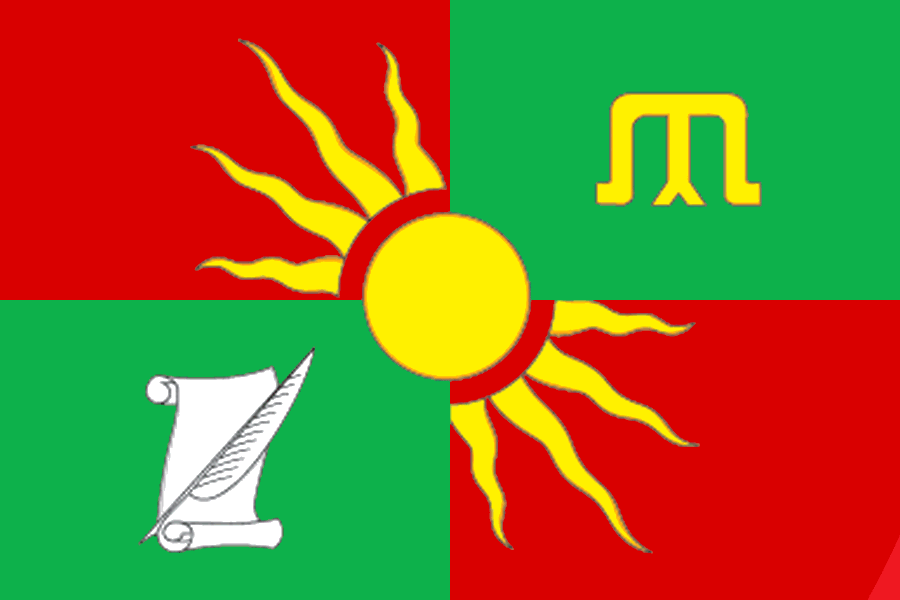
Zainský rajón Poměr stran 2:3
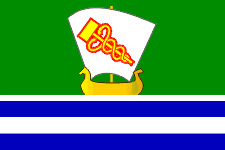
Zelenodolský rajón Poměr stran 2:3
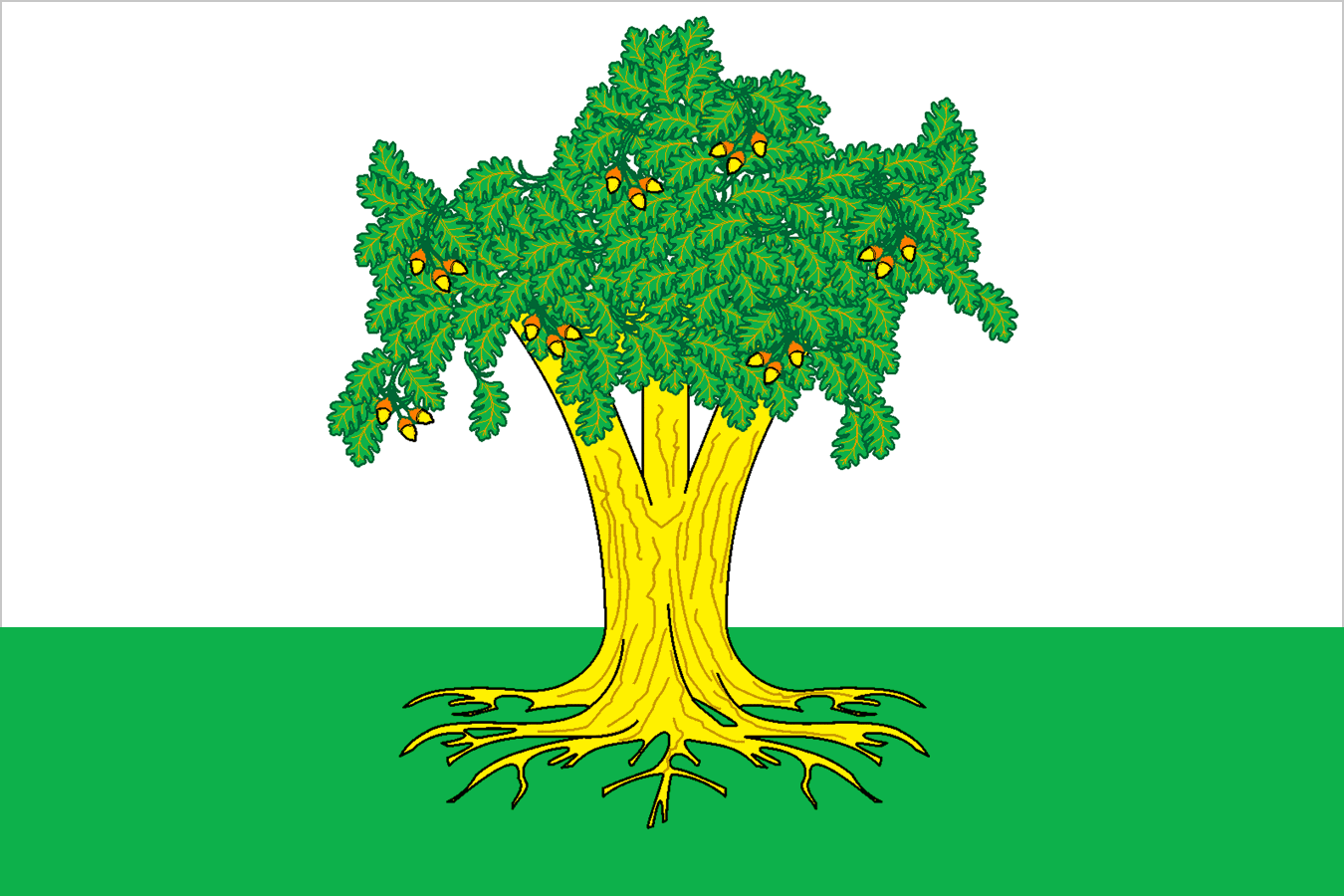
Kajbický rajón Poměr stran 2:3
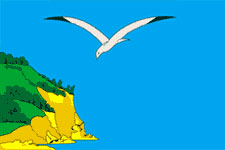
Kamsko-Ustinský rajón Poměr stran 2:3
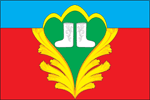
Kukmorský rajón Poměr stran 2:3
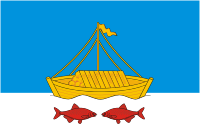
Laiševský rajón Poměr stran 2:3
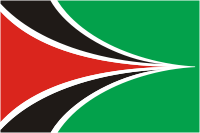
Leninogorský rajón Poměr stran 2:3
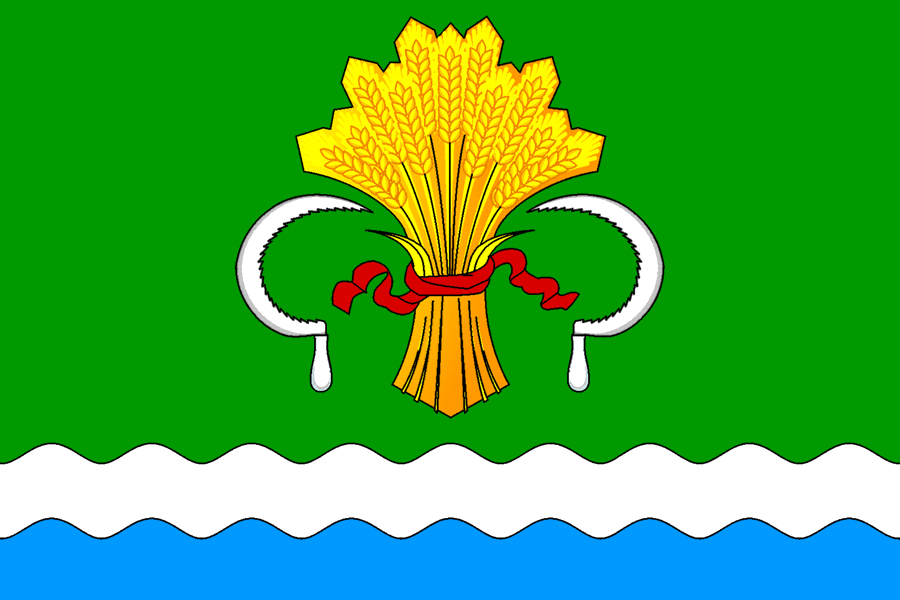
Mamadyšský rajón Poměr stran 2:3
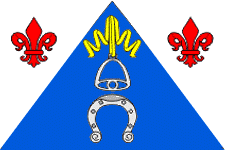
Mendělejevský rajón Poměr stran 2:3
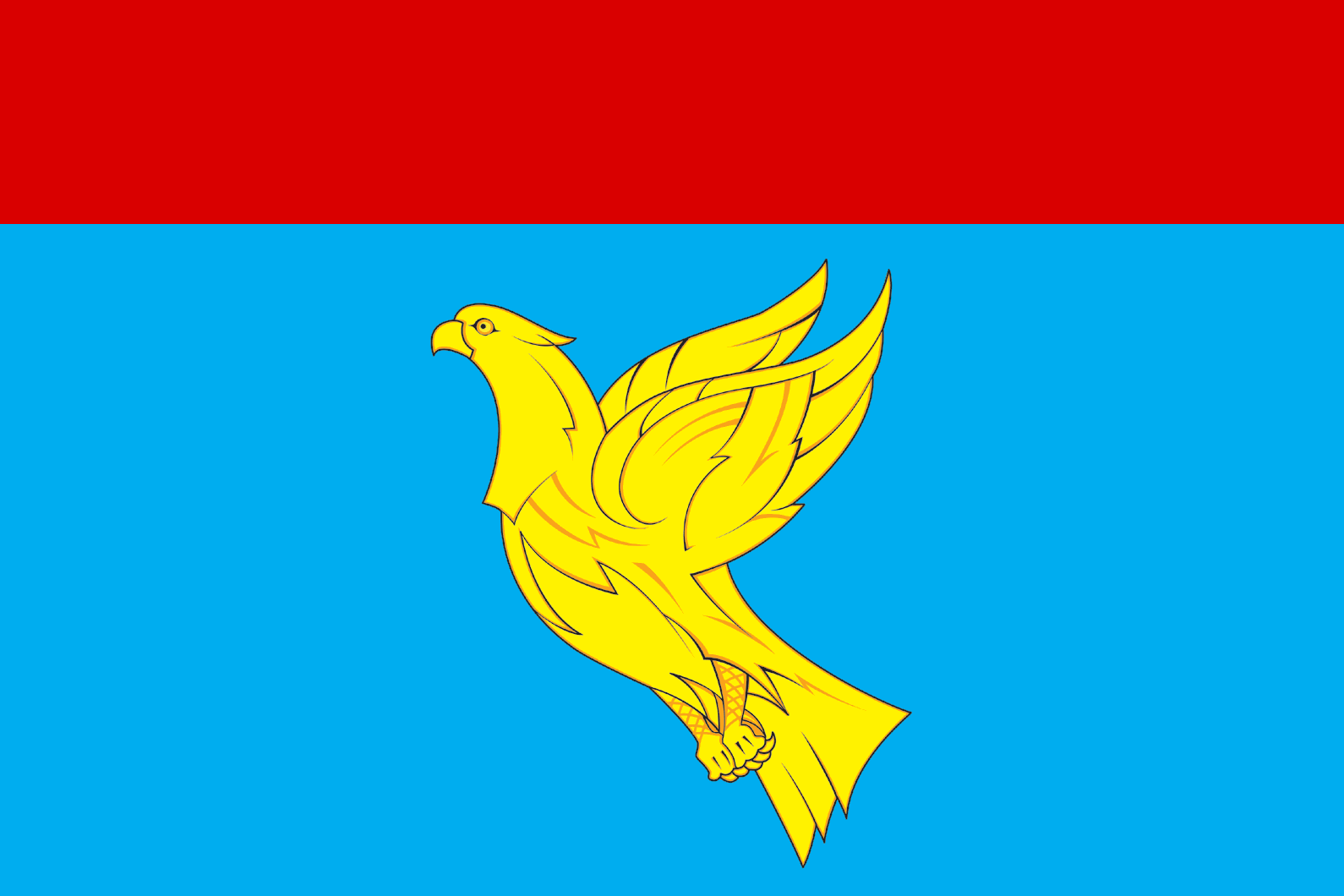
Menzelinský rajón Poměr stran 2:3
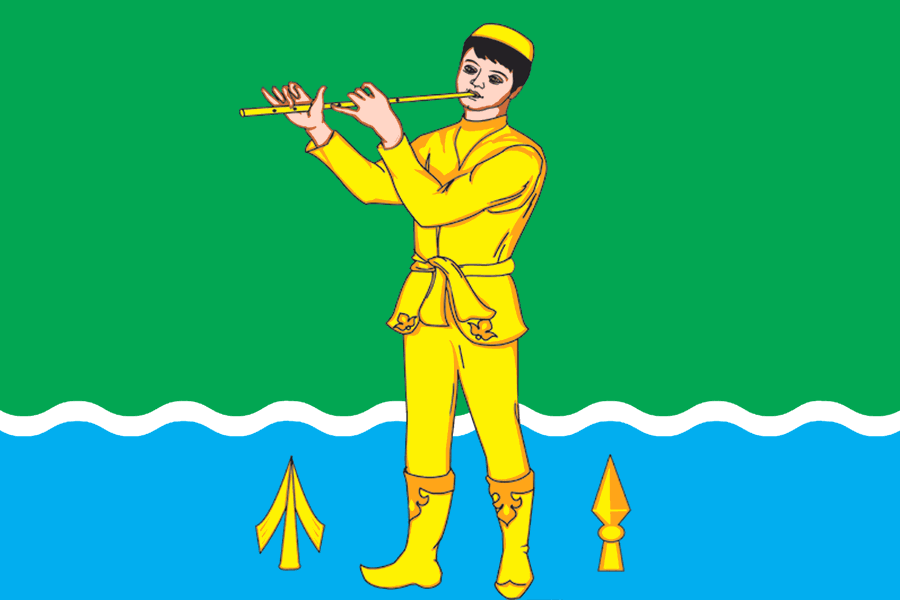
Musljumovský rajón Poměr stran 2:3
Nižněkamský rajón Poměr stran 2:3
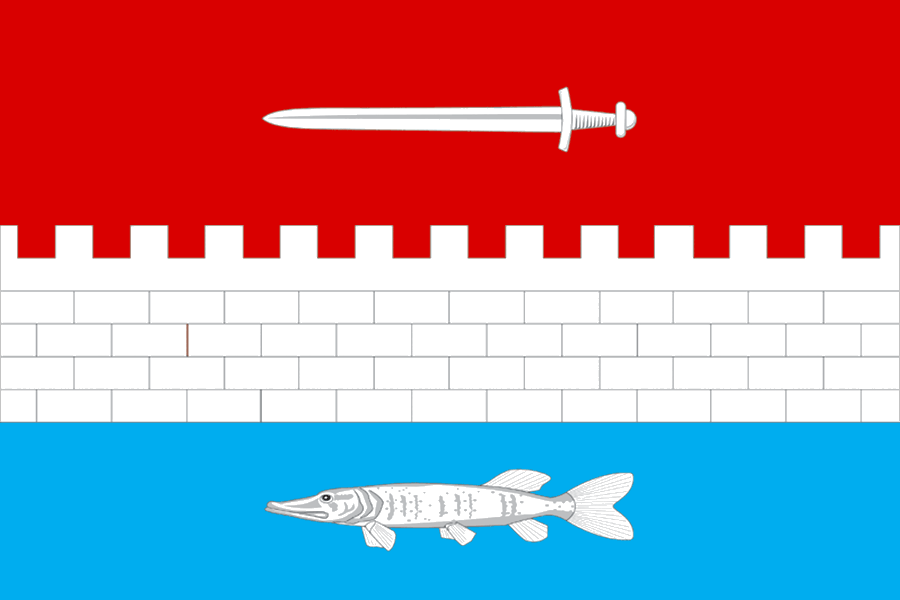
Novošešminský rajón Poměr stran 2:3
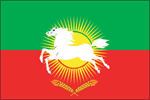
Nurlatský rajón Poměr stran 2:3
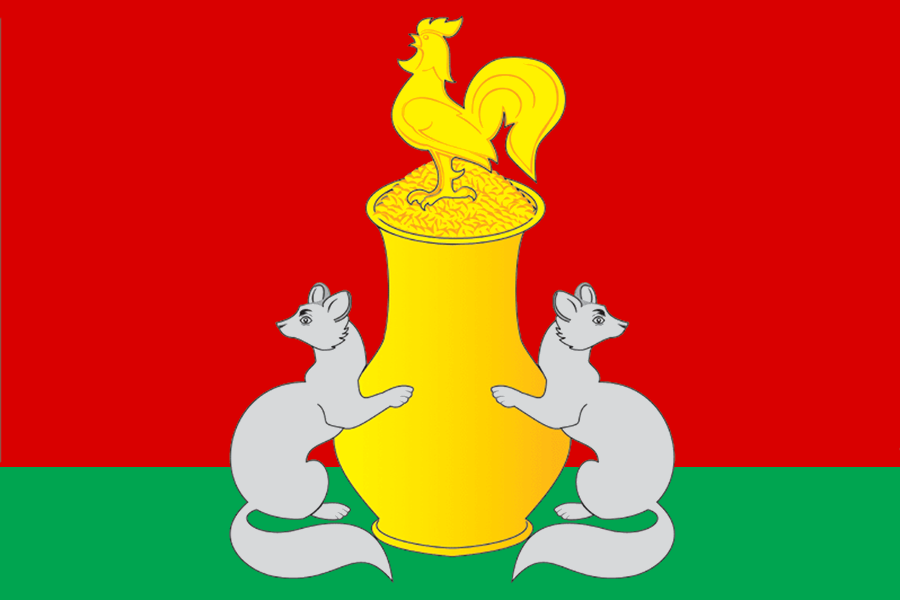
Pestrečinský rajón Poměr stran 2:3
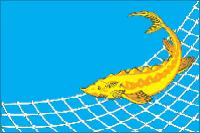
Rybno-Slobodský rajón Poměr stran 2:3
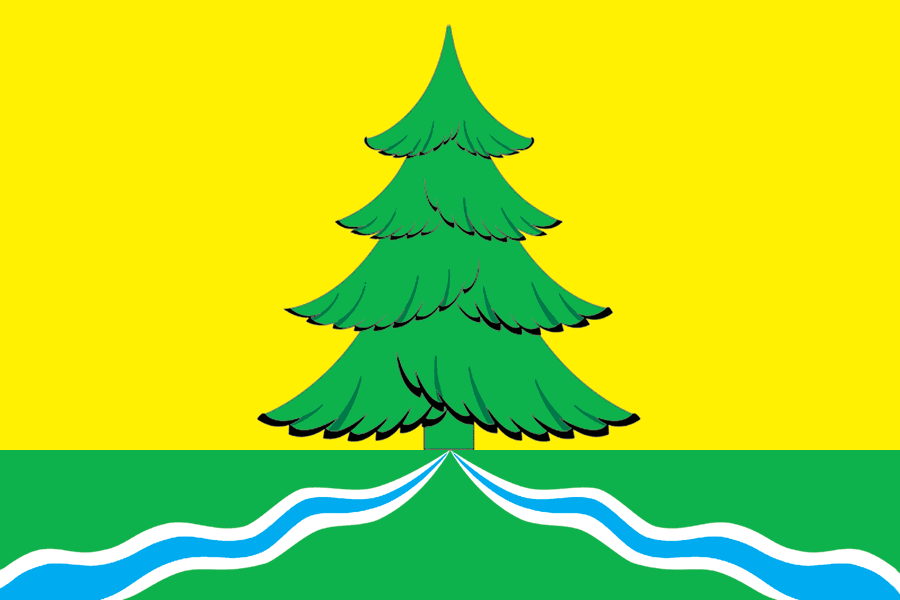
Sabinský rajón Poměr stran 2:3
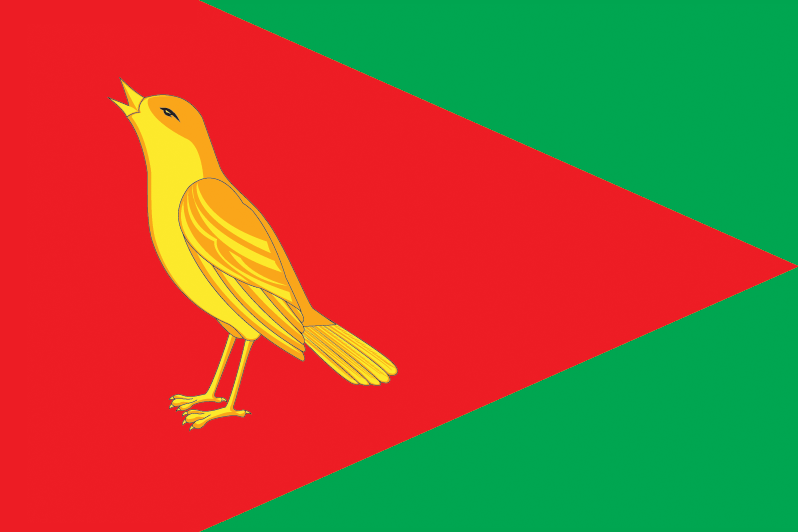
Sarmanovský rajón Poměr stran 2:3
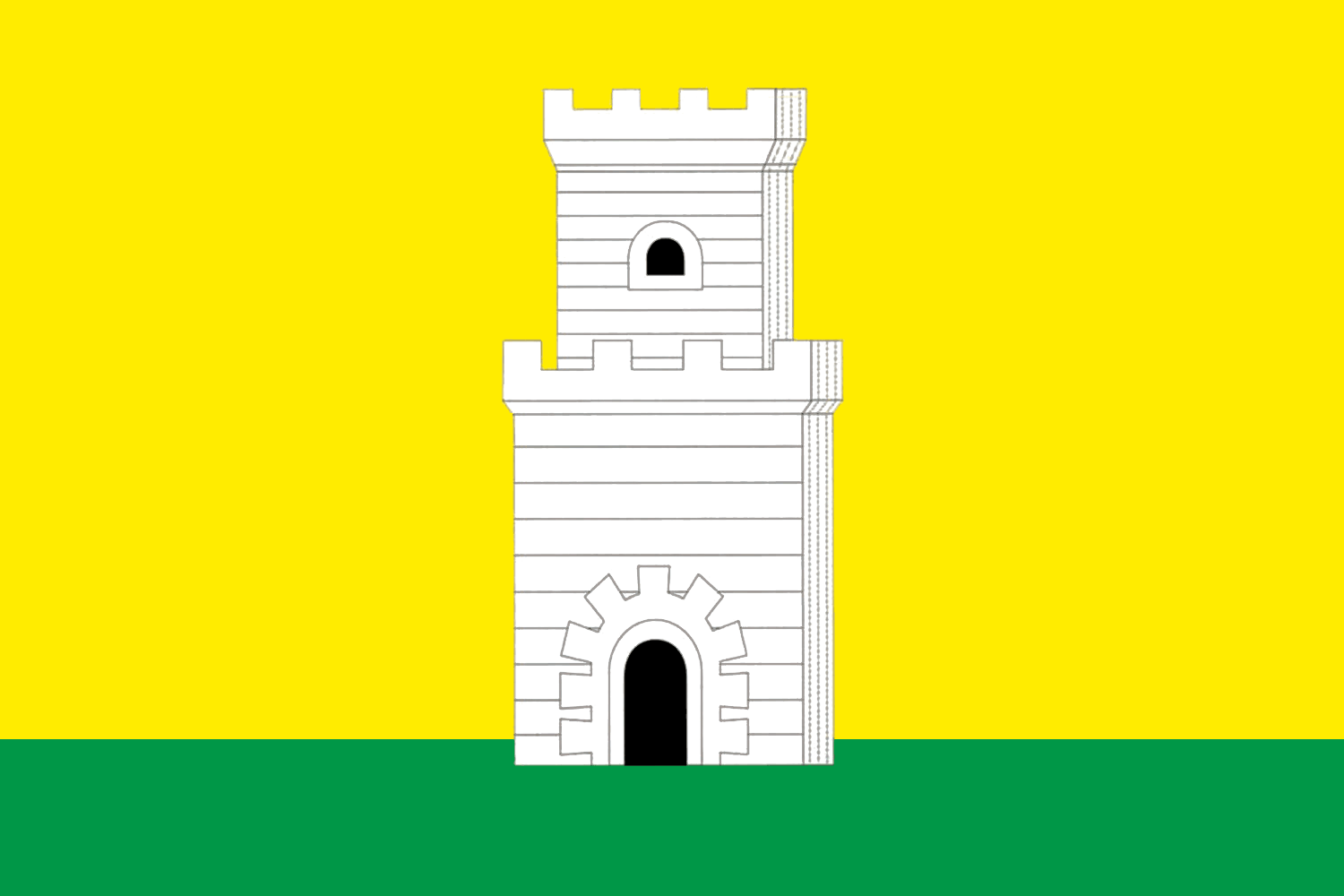
Spasský rajón Poměr stran 2:3
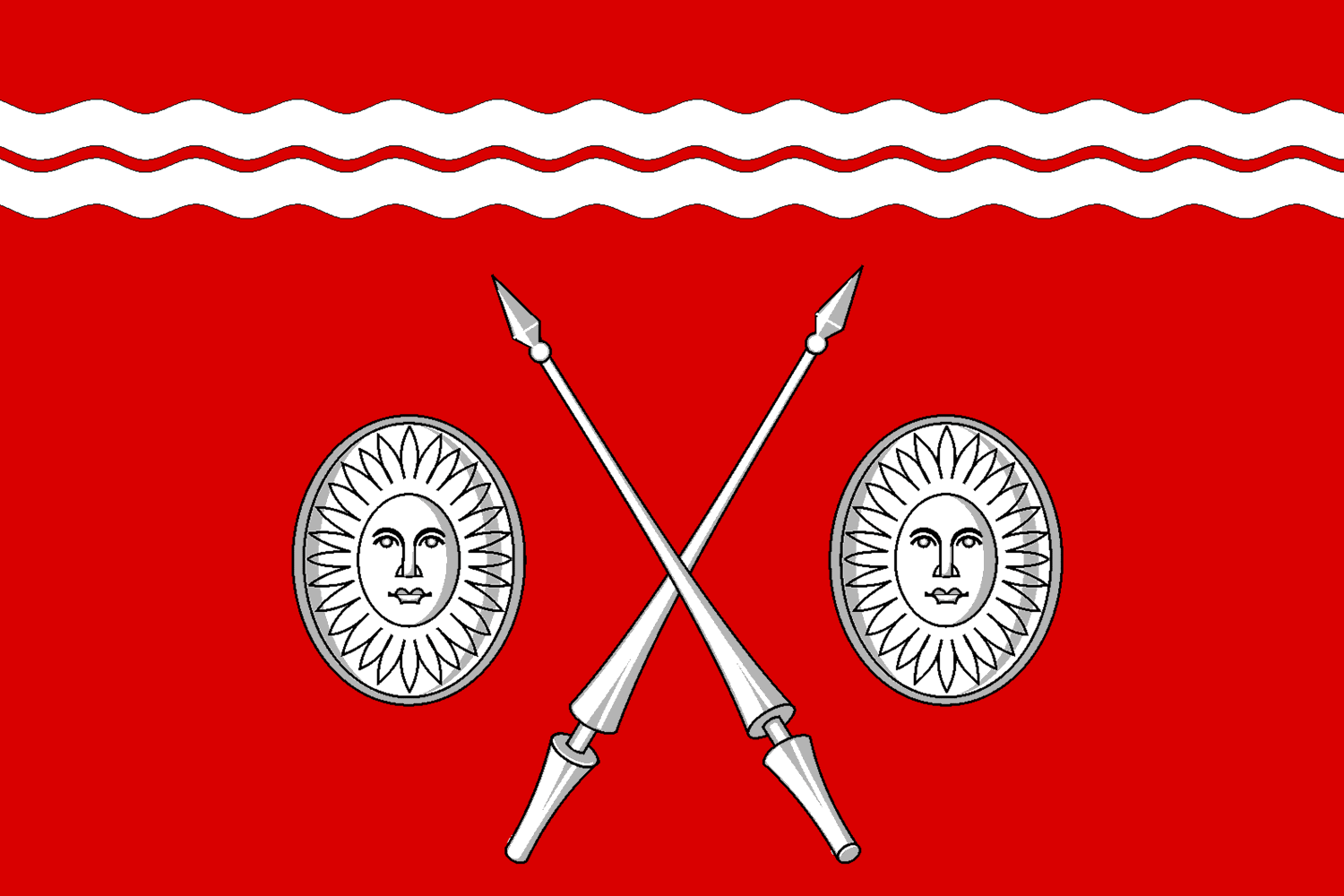
Tetjušský rajón Poměr stran 2:3
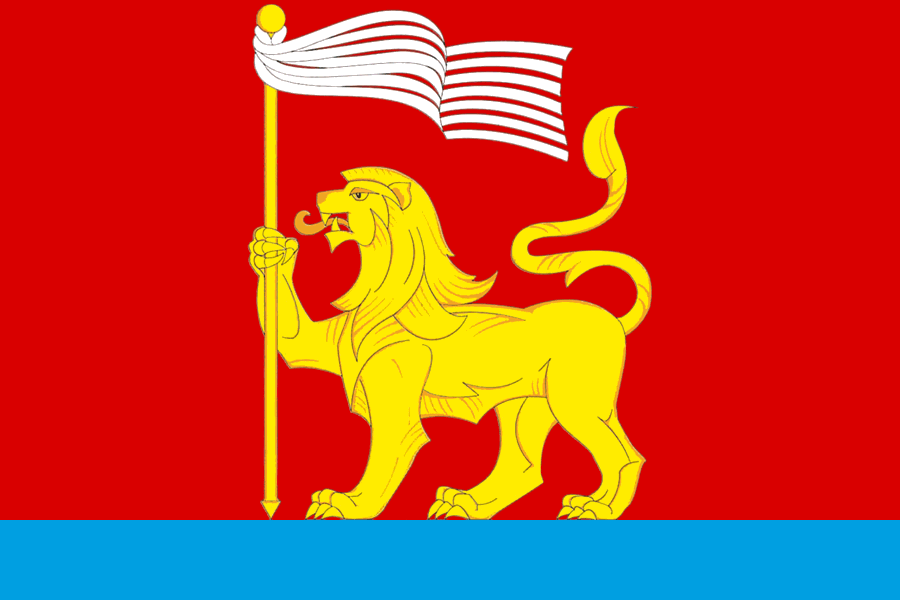
Tukajevský rajón Poměr stran 2:3
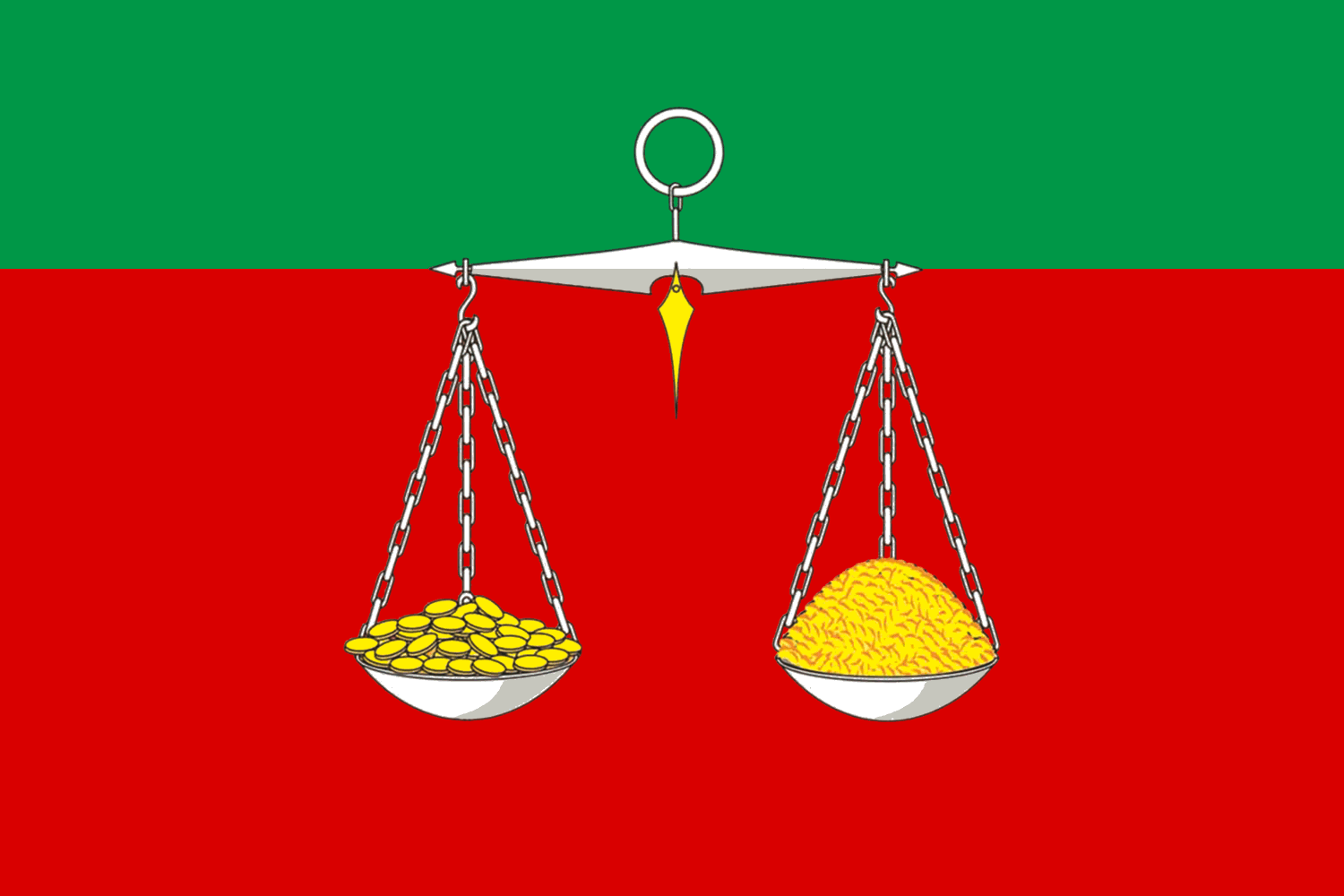
Tjuljačinský rajón Poměr stran 2:3
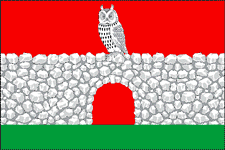
Čeremšanský rajón Poměr stran 2:3
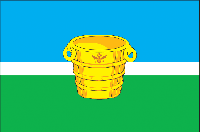
Čistopolský rajón Poměr stran 2:3
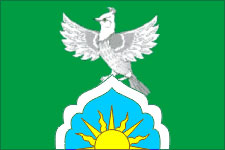
Jutazinský rajón Poměr stran 2:3